# Município de Warsaw (condado de Duplin, Carolina do Norte)
Localização da Carolina do Norte nos E.U.A.
O município de Warsaw (em inglês: Warsaw Township) é um localização localizado no  condado de Duplin no estado estadounidense da Carolina do Norte. No ano 2010 tinha uma população de 6.108 habitantes.

## Geografia
O município de Warsaw encontra-se localizado nas coordenadas 34° 59′ 42,6″ N, 78° 04′ 57,96″ O.